# Josep Maria Pascual i Soler

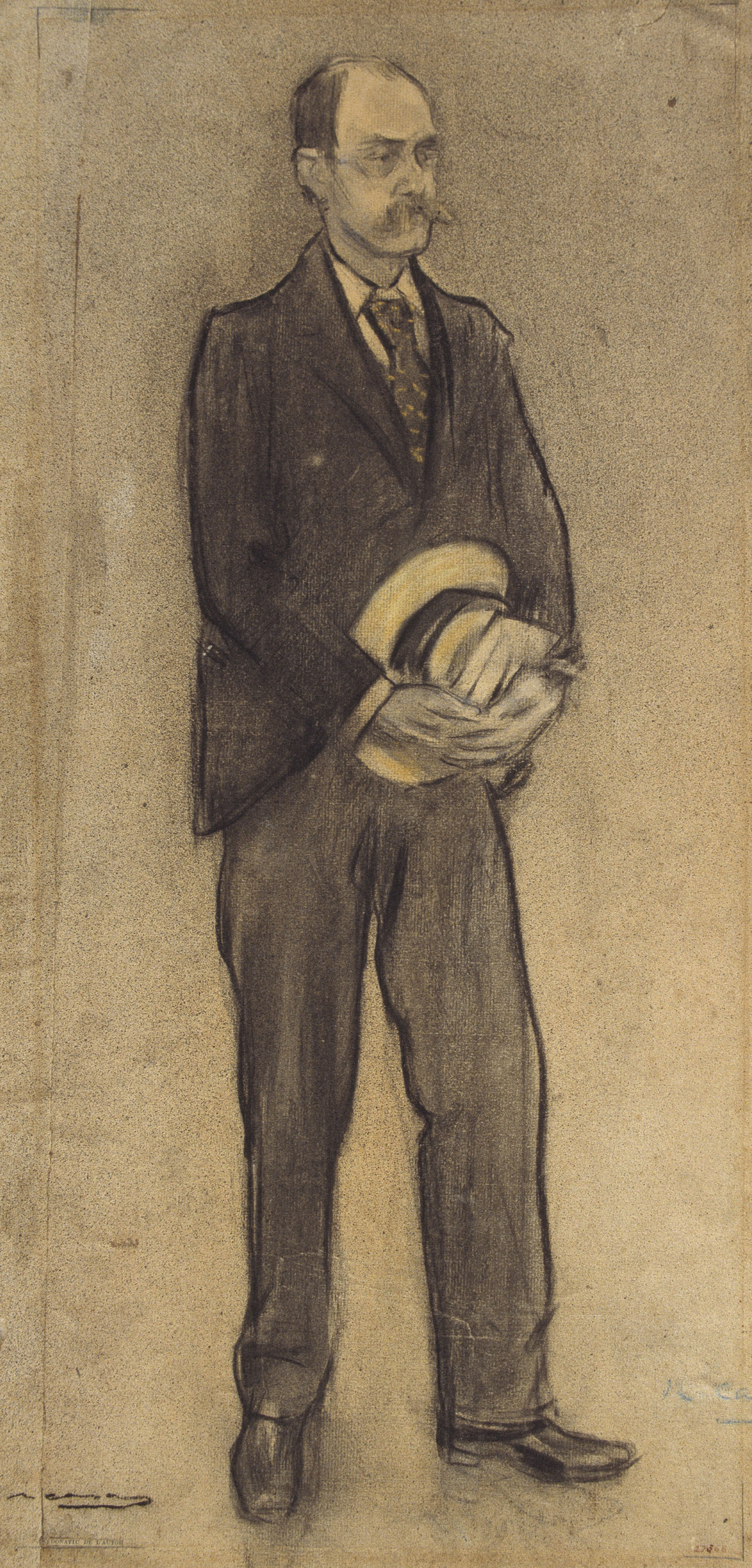
visto por Ramon Casas (MNAC).

Josep Maria Pascual y Soler (Arenys de Mar, 1843 - Londres, 1928) fue un periodista y crítico musical catalán.
Conocido como en Pasqualet, Josep Pasqual fue crítico de arte del diario La Vanguardia, especializado en funciones de ópera del Gran Teatro del Liceo. Sus artículos - y críticas - sobre música eran los más leídos. Además, hay que atribuirle el descubrimiento de Conxita Supervia, una de las mezzosopranos más famosas de Cataluña, que actuó en el Liceo, en el Palau de la Música Catalana y en otros importantes teatros de ópera del mundo. 
Josep Pasqual escribió también en La Renaixença, donde publicó un artículo muy crítico con el nuevo rector (entonces Mn. Josep Rigau) de la parroquia de Santa Maria de Arenys. Vivió los últimos años de su vida en Londres. Murió a los 80 años.
Muy vinculado a los círculos republicanos de la época, fue crítico musical de la Gaceta de Cataluña y de La Publicidad, donde intentó conciliar la tradición de la ópera italiana, de la cual fue un grande entendido y defensor, con la llegada de las nuevas corrientes wagnerianas. Estuvo muy relacionado con el Liceo de Barcelona, gestionó el estreno de Falstaff e intervino activamente para conseguir actuaciones de intérpretes famosos en Barcelona. Ramon Casas le dedicó un retrato, hoy conservado en el MNAC.